# El Crucero (Sonora)
El Crucero es una localidad tipo congregación del municipio de Ímuris ubicada en el norte del estado mexicano de Sonora. La congregación es la tercera localidad más habitada del municipio, sólo después de los pueblos de Ímuris (la cabecera municipal) y Campo Carretero, ya que según los datos del Censo de Población y Vivienda realizado en 2010 por el Instituto Nacional de Estadística y Geografía (INEGI), El Crucero tiene un total de 674 habitantes. Fue fundado en los años 1940.

## Geografía
El Crucero se sitúa en las coordenadas geográficas 30°46′23″ de latitud norte y 110°52′20″ de longitud oeste del meridiano de Greenwich, a una elevación de 827 metros sobre el nivel del mar.